# Una canzone per te (brano musicale)
Una canzone per te è un brano musicale scritto da Vasco Rossi e contenuto nell'album Bollicine pubblicato nel 1983. È considerato un classico del repertorio di Vasco Rossi e una delle sue opere più note.

## Descrizione

### Testo
Come illustrato più volte da Vasco Rossi, Una canzone per te racconta dell'incontro, avvenuto a distanza di anni, con la ragazza che gli aveva ispirato il grande successo Albachiara. Rossi infatti scrisse il brano ispirandosi a una ragazza all'epoca quattordicenne, che dalla finestra di casa vedeva scendere dall'autobus e immaginava respirare «piano per non far rumore». A distanza di quattro anni, quando la ragazza era diventata maggiorenne, Vasco Rossi la incontrò e le rivelò che Albachiara era dedicata proprio a lei: di fronte a questa rivelazione la ragazza rimase incredula e imbarazzata.
L'episodio è l'occasione per una riflessione più ampia; Michele Monina scrive infatti che si tratta di un brano dove Vasco parla di come nascano le proprie canzoni: «le mie canzoni nascono da sole / vengono fuori già con le parole». Il brano è stato definito da Dario Salvatori come il manifesto artistico dell'autore.

### Musica
Il brano ha la forma di una ballata chitarristica. L'arrangiamento inizia con una chitarra elettrica a sei corde arpeggiata, a cui nella seconda strofa si aggiungono il basso e la batteria. Subito dopo ha inizio un assolo di clarinetto lungo quasi un minuto, a cui segue una terza strofa; la canzone si conclude con l'ultima strofa cantata da un coro femminile e una breve coda strumentale.
Le parti di chitarra sono suonate da Dodi Battaglia, con il quale Vasco collaborerà più volte. Inizialmente la canzone doveva essere incisa dallo stesso Battaglia, ma poi venne deciso uno scambio di brani con Più in alto che c'è, scritto da Rossi e interpretato da Battaglia nell'album omonimo.

## Ripubblicazioni e uso come colonna sonora
Il brano è stato ripubblicato nella raccolta Ti amo del 2006. Nel 1998 l'autore ne realizzò una versione remixata, che fu pubblicata come singolo e l'anno seguente fu inserita nell'album Sarà migliore. Versioni live del brano sono state pubblicate in Vasco live 10.7.90 San Siro e Tracks.
La canzone compare come colonna sonora nel film Fuochi d'artificio diretto da Leonardo Pieraccioni.

## Musicisti
- Mike Fraser - pianoforte elettronico, archi
- Ernesto Vitolo - pianoforte acustico, Sintetizzatori
- Mauro Gherardi - batteria
- Maurizio Solieri - chitarra
- Claudio Golinelli (Gallo) - basso
- Rudy Trevisi - sax e percussioni
- Dodi Battaglia - chitarra